# Omar Valencia
Omar Javier Valencia Arauz (Panama, 8 giugno 2004) è un calciatore panamense, difensore del N.Y. Red Bulls in prestito dall'Plaza Amador e della nazionale panamense.

## Caratteristiche tecniche
Gioca come terzino sinistro.

## Carriera

### Club
Valencia è cresciuto nel settore giovanile del Plaza Amador ed ha debuttato in prima squadra il 6 febbraio 2022 nell'incontro di Asociación Nacional Pro Fútbol vinto 4-3 contro il Costa del Este.
L'11 agosto 2022 è stato ceduto in prestito ai N.Y. Red Bulls II per il resto della stagione. Ha debuttato il 2 ottobre nell'incontro di USL Championship perso 5-1 contro il Phoenix Rising. L'8 febbraio 2023 il prestito è stato rinnovato per un'ulteriore stagione, dove il club ha partecipato in una nuova competizione denominata MLS Next Pro. A fine anno il prestito è stato prolungato per una terza stagione, ed il 9 giugno 2024 ha debuttato in prima squadra nell'incontro di MLS perso 1-0 contro il N.E. Revolution.

### Nazionale
Ha debuttato con la nazionale panamense l'11 giugno 2022 nell'incontro amichevole perso 5-0 contro l'Uruguay.
Il 6 luglio 2023 è stato convocato per la fase finale della Gold Cup in sostituzione di Michael Murillo, infortunatosi nella fase a gironi. Il 14 giugno 2024 è stato incluso nella lista finale di convocati per la Copa América 2024.

## Statistiche

### Presenze e reti nei club
Statistiche aggiornate al 19 giugno 2024.
| Stagione        | Squadra           | Campionato      | Campionato | Campionato | Coppe nazionali | Coppe nazionali | Coppe nazionali | Coppe continentali | Coppe continentali | Coppe continentali | Altre coppe | Altre coppe | Altre coppe | Totale | Totale | Totale |
| Stagione        | Squadra           | Comp            | Pres       | Reti       | Comp            | Pres            | Reti            | Comp               | Pres               | Reti               | Comp        | Pres        | Reti        | Pres   | Reti   |        |
| --------------- | ----------------- | --------------- | ---------- | ---------- | --------------- | --------------- | --------------- | ------------------ | ------------------ | ------------------ | ----------- | ----------- | ----------- | ------ | ------ | ------ |
| 2022            | Plaza Amador      | LPF             | 8          | 0          | CP              | 0               | 0               |                    | -                  | -                  |             | -           | -           | 8      | 0      |        |
| 2022            | N.Y. Red Bulls II | USL             | 3          | 0          |                 | -               | -               |                    | -                  | -                  |             | -           | -           | 3      | 0      |        |
| 2023            | N.Y. Red Bulls II | MNP             | 17         | 0          |                 | -               | -               |                    | -                  | -                  |             | -           | -           | 17     | 0      |        |
| 2024            | N.Y. Red Bulls II | MNP             | 11         | 0          | USCup           | 2               | 0               |                    | -                  | -                  |             | -           | -           | 13     | 0      |        |
| 2024            | N.Y. Red Bulls    | MLS             | 1          | 0          | USOC            | 0               | 0               |                    | -                  | -                  |             | -           | -           | 1      | 0      |        |
| Totale carriera | Totale carriera   | Totale carriera | 40         | 0          |                 | 2               | 0               |                    | -                  | -                  |             | -           | -           | 42     | 0      |        |

### Cronologia presenze e reti in nazionale
| Cronologia completa delle presenze e delle reti in nazionale ― Panama | Cronologia completa delle presenze e delle reti in nazionale ― Panama | Cronologia completa delle presenze e delle reti in nazionale ― Panama | Cronologia completa delle presenze e delle reti in nazionale ― Panama | Cronologia completa delle presenze e delle reti in nazionale ― Panama | Cronologia completa delle presenze e delle reti in nazionale ― Panama | Cronologia completa delle presenze e delle reti in nazionale ― Panama | Cronologia completa delle presenze e delle reti in nazionale ― Panama |
| Data                                                                  | Città                                                                 | In casa                                                               | Risultato                                                             | Ospiti                                                                | Competizione                                                          | Reti                                                                  | Note                                                                  |
| --------------------------------------------------------------------- | --------------------------------------------------------------------- | --------------------------------------------------------------------- | --------------------------------------------------------------------- | --------------------------------------------------------------------- | --------------------------------------------------------------------- | --------------------------------------------------------------------- | --------------------------------------------------------------------- |
| 11-6-2022                                                             | Montevideo                                                            | Uruguay                                                               | 5 – 0                                                                 | Panama                                                                | Amichevole                                                            | -                                                                     | 78’                                                                   |
| 12-3-2023                                                             | San Jose                                                              | Guatemala                                                             | 1 – 1                                                                 | Panama                                                                | Amichevole                                                            | -                                                                     | 75’                                                                   |
| 6-7-2024                                                              | Glendale                                                              | Colombia                                                              | 5 – 0                                                                 | Panama                                                                | Coppa America 2024 - Quarti di finale                                 | -                                                                     | 83’                                                                   |
| Totale                                                                |                                                                       | Presenze                                                              | 3                                                                     |                                                                       | Reti                                                                  | 0                                                                     |                                                                       |